# Josef Günther
Josef Günther (* 17. September 1997 in Rostock) ist ein deutscher Volleyballspieler.

## Karriere
Günther spielte von 2017 bis 2020 mit dem SV Warnemünde in der Zweiten Liga. Danach zog er sich aus beruflichen Gründen zunächst zurück. Im Januar 2022 kehrte der Außenangreifer zurück zum Verein. In der Saison 2024/25 schaffte er mit dem Verein den Aufstieg in die erste Liga. Auch 2025/26 spielt Günther für Warnemünde.